# Masashi Watanabe
Masashi Watanabe, född 11 januari 1936 i Hiroshima prefektur, Japan, död 7 december 1995, var en japansk fotbollsspelare.
Han blev olympisk bronsmedaljör i fotboll vid sommarspelen 1968 i Mexico City.